# رلباکتام
رلباکتام(به انگلیسی: Relebactam) یک ترکیب شیمیایی است که در ترکیب با آنتی‌بیوتیک‌ها برای بهبود کارآیی آنها مورد استفاده قرار می‌گیرد. به عنوان یک مهار کننده بتا-لاکتاماز، توانایی باکتری‌ها در تجزیه ساختار آنتی بیوتیک‌های بتا-لاکتام را مسدود می‌کند. در ایالات متحده، رلباکتام برای استفاده در داروی ترکیبی ایمی‌پنم/سیلاستاتین/رلباکتام (با نام تجاری Recarbrio) تأیید شده است.